# روبرتو اگوروپولیس
روبرتو اگوروپولیس (انگلیسی: Roberto Agueropolis؛ زادهٔ ۳۰ مارس ۱۹۵۴) بازیکن فوتبال اهل آرژانتین است.
از باشگاه‌هایی که در آن بازی کرده‌است می‌توان به باشگاه فوتبال پاناتینایکوس اشاره کرد.